# Aolunbulage
Aolunbulage (kinesiska: 敖伦布拉格, 敖伦布拉格苏木) är en socken i Kina. Den ligger i den autonoma regionen Inre Mongoliet, i den norra delen av landet, omkring 460 kilometer väster om regionhuvudstaden Hohhot.
Genomsnittlig årsnederbörd är 189 millimeter. Den regnigaste månaden är juni, med i genomsnitt 47 mm nederbörd, och den torraste är december, med 1 mm nederbörd.